# Disney Dream
Die Disney Dream ist ein Postpanamax-Kreuzfahrtschiff der amerikanischen Reederei Disney Cruise Line. Sie ist das erste Schiff, das die Reederei auf der Meyer-Werft in Papenburg (Emsland) bauen ließ. Mit einer Länge von knapp 340 Metern und einer Vermessung von etwa 130.000 BRZ war die Disney Dream bei der Ablieferung im Dezember 2010 das größte in Deutschland gebaute Kreuzfahrtschiff. Sie hat mit der Disney Fantasy ein Schwesterschiff.

## Geschichte
Am 22. Februar wurde ein Vorvertrag über zwei Schiffe zwischen der Disney Cruise Line und der Meyer Werft GmbH für zwei Schiffe 2011 und 2012 geschlossen. Am 24. April 2007 wurde die feste Bestellung der beiden Post-Panamax-Kreuzfahrtschiffe Disney Dream und Disney Fantasy bekanntgegeben. Am 2. März 2009 begann der Zuschnitt des Schiffbaustahls und Ende August desselben Jahres erfolgte die Kiellegung. Am 1. Juni 2010 wurde der letzte Baublock, ein 260 Tonnen schweres Teil des Bugs, angebracht. Nach dem Ausdocken am 30. Oktober 2010 wurde die Disney Dream in der Nacht vom 12. auf den 13. November 2010 von Papenburg über die aufgestaute Ems nach Eemshaven überführt, von wo aus die Werftprobefahrten begannen und das Schiff ausgerüstet wurde. Hierfür war die Ems mittels des Emssperrwerks aufgestaut worden. Das Schiff verließ die Werft gegen 20:00 Uhr des 12. November und erreichte am nächsten Morgen die Nordsee. Gegen Mittag des 13. November erreichte das Schiff Eemshaven.
Vom 22. bis zum 28. November 2010 fand eine Abschlussdockung im Trockendock Elbe 17 statt. Es erfolgte die letzte Überführung unter der Flagge der Meyer-Werft über Hamburg nach Bremerhaven. Dort wurde das Schiff am 9. Dezember – symbolisiert durch den traditionellen Flaggenwechsel – von der Meyer-Werft an den Präsidenten der Disney Cruise Line, Karl Holz, übergeben. An der Columbuskaje erfolgte noch die Komplettierung der Ausrüstung und Vorräte sowie der Schiffsbesatzung; Kapitän Tom Forberg übernahm das Kommando des Schiffes.
Die Überführung von Bremerhaven nach Florida begann am 19. Dezember 2010. Die Disney Dream wird auf Routen in der Karibik eingesetzt. Das Schiff wurde am 19. Januar 2011 von der US-amerikanischen Sängerin und Schauspielerin Jennifer Hudson getauft. Nach einer zweitägigen Kurzkreuzfahrt für Pressemitarbeiter und Wettbewerbsgewinner verließ die Disney Dream am 26. Januar 2011 Port Canaveral für ihre Jungfernfahrt.

## Technik
Die Disney Dream ist mit knapp 130.000 BRZ vermessen, 339,5 Meter über alles lang, 36,8 Meter breit und verfügt über 14 Passagierdecks und 1250 Kabinen.

## Besonderheiten
Das Aussehen des Schiffs orientiert sich an Passagierschiffen der 1930er-Jahre und weist sowohl Gestaltungselemente des Art déco als auch Elemente aus der Welt Disneys auf. Der Schiffsrumpf ist schwarz, die Aufbauten weiß mit zwei roten Schornsteinen.
Die Innenkabinen der Disney Dream besitzen alle ein „virtuelles Bullauge“, auf dem eine hochauflösende Echtzeit-Aussicht auf das Meer dargestellt wird. Zusätzlich werden Disney-Figuren aus den Trickfilmen Findet Nemo oder Micky Maus eingespielt.
Eine der Attraktionen an Bord ist die Wasserrutsche, „AquaDuck“ genannt. Sie ist 233 Meter lang und führt über vier Decks.